# دومينيك هيم
دومينيك هيم (بالإنجليزية: Dominic Hyam)‏ هو لاعب كرة قدم بريطاني في مركز الدفاع، ولد في 20 ديسمبر 1995 في Leuchars ‏ في المملكة المتحدة. شارك مع منتخب اسكتلندا تحت 19 سنة لكرة القدم ومنتخب اسكتلندا تحت 21 سنة لكرة القدم. أما مع النوادي، فقد لعب مع نادي ريدنغ وهيميل هيمبستيد تاون.

## وصلات خارجية
- دومينيك هيم على موقع الاتحاد الإسكتلندي (الإنجليزية)
- دومينيك هيم على موقع قاعدة بيانات كرة القدم.إي يو (الإنجليزية)
- دومينيك هيم على موقع ناشيونال فوتبول تيمز (الإنجليزية)
- دومينيك هيم على موقع Soccerbase.com (لاعب) (الإنجليزية)
- دومينيك هيم على موقع Soccerway.com (الإنجليزية)
- دومينيك هيم على موقع عالم كرة القدم.نت (الإنجليزية)